# Дієго Лайнес
Дієго Лайнес (ісп. Diego Laínez; 1512—19 січня 1565) — один з засновників ордену єзуїтів, укладач його статуту та пояснень (declarationes) до статуту. 
Іспанець за походженням, він народився в Кастилії, здобув освіту в Алькалі та Парижі. Там він зійшовся і заприятелював з Ігнатієм Лойолою, разом з яким поклав початок ордену єзуїтів. За наполяганням Лайнеса, першим генералом був обраний Лойола. Після смерті Ігнатія Лойоли (1556) генералом ставав Лайнес, за якого орден був остаточно сформований. В 1561 він відвідав Францію для боротьби з єрессю, причому виявив по відношенню до протестантів відносну помірність і людяність; після його подорожі єзуїтам дозволили перебувати в цій країні, хоча й на особливих умовах. Особливо енергійно Лайнес відстоював інтереси папської влади на Тридентському соборі.